# Caiophora buraeavi
Caiophora buraeavi är en brännreveväxtart som beskrevs av Urban, Amp; Gilg och Henry Hurd Rusby. Caiophora buraeavi ingår i släktet Caiophora och familjen brännreveväxter. Inga underarter finns listade i Catalogue of Life.